# Districte de Fatehpur
El districte de Fatehpur (hindi फतेहपुर) és una divisió administrativa d'Uttar Pradesh a la regió anomenada "Antardesh" ("Àrea fèrtil entre dos gran rius"). La capital és Fatehpur.

## Formació
Quan fou cedit als britànics el 1801 fou inclòs en part en els districtes de Cawnpore i Allahabad. El 1814 s'hi va instal·lar un magistrat adjunt amb seu a Bhitaura i després a Fatehpur i es va formar una subdivisió; el 10 de novembre de 1826 la subdivisió va esdevenir districte separat.

## Geografia
Els rius principals són el Pandu, Rind i Non, afluents del Jumna. La població és de 2.308.384 habitants (2001) i la superfície de 4.152 km².

## Administració
Administrativament està format per tres subdivisions: 
- Fatehpur
- Bindki
- Khaga

A nivell inferior a més a més està dividit en 13 blocks de desenvolupament i sis àrees urbanes. Els blocs (blocks) són:
- Airaya
- Amauli
- Asothar
- Bahua
- Bhitaura
- Deomai
- Dhata
- Haswa
- Hathgam
- Khajuha
- Malwan
- Teliyani
- Vijayipur

I les àrees urbanes: 
- Fatehpur M.B.
- Bindki M.B.
- Bahua T.A.
- Khaga T.A.
- Kishunpur T.A.
- Koda Jahanabad T.A.

En total el districte inclou 1.352 pobles habitats, 164 no habitats i 786 panchayats.

## Història
Segons la tradició els rages d'Argal van dominar el país com a tributaris de Kanauj fins a la conquesta musulmana; es diu que Jai Chand, el darrer rei de Kanauj, va dipositar els seus tresors a Fatehpur poc abans de la seva derrota final el 1194.
Sota domini musulmà va formar part de la província de Kora al sultanat de Delhi, fins al segle xv quan va passar al sultanat de Jaunpur. Els rages d'Argal van donar suport a Sher Shah Suri contra Humayun i després de la restauració del poder mogol el 1556 foren eliminats definitivament. Sota Akbar el Gran la meitat occidental del districte va formar part del sarkar de Kora, i la part oriental de Kara.
Per dues vegades fou teatre de batalles decisives pel futur de l'Imperi Mogol; el 1659 Aurangzeb va trobar al seu rival Shuja entre Kora i Khajuha i es va lliurar una de les batalles més sagnants de la història de l'Índia en la que Shuja fou derrotat i les seves forces dispersades; el 1712 Farrukhsiyar es va enfrontar prop del mateix lloc al seu cosí Azz al-Din, fil de Jahandar, que s'havia apoderat del tron, i al que va derrotar.
En els anys següents Fatehpur formà part dels dominis del governador mogol d'Oudh. El 1736 fou assolat pels marathes cridats per un terratinent de Kora descontent; els marathes van dominar la zona fins al 1750 quan va passar als afganesos però el 1753 Safdar Jang el nabab d'Oudh la va recuperar en profit propi. Pel tractat de 1765 Fatehpur fou entregat a l'emperador titular Shah Alam II, però el 1774, quan l'emperador estava dominat totalment pels marathes, els seus territoris orientals es van considerar fora del seu domini i els britànics els van vendre per 50 lakhs de rúpies al nabab wazir d'Oudh. El govern d'aquest estat estava sempre retardat en el pagament del seu tribut i finalment el 1801 es va estipular que el nabab cedia Allahabad i Kora als britànics que renunciaven a tot el deute. El 1826 el territori fou constituït en districte separat.
El 6 de juny de 1857 notícies de Cawnpore van arribar a Fatehpur i dos dies després hi va haver els primers símptomes de motí entre les forces natives; el 9 de juny la població va sortir al carrer i van cremar les residències dels europeus; els oficials van fugir cap a Banda excepte el jutge, que fou assassinat. El 28 de juny 14 fugitius de Cawnpore van arribar a Shivarajpur en aquest districte, però foren assassinats tots excepte quatre que van poder fugir. El districte va romandre en mans dels rebels la resta de juny; el 30 de juny el coronel Beill va enviar al major Renaud des de Allahabad a Cawnpore; l'11 de juliol el general Havelock es va unir a Renaud a Khaga i l'endemà van derrotar els rebels a Bilanda, i tot seguit van avançar cap a Fatehpur des d'on els rebels van fugir; el dia 15 de juliol, Havelock va avançar cap a Aung i va expulsar els rebels cap a Pandu Nadi on una segona batalla es va lliurar el mateix dia i els rebels foren derrotats fugint cap a Cawnpore; encara que els britànics tenien el control de part del districte, l'ordre no es va restablir fins a la caiguda de Lucknow i el retorn de Lord Clyde a Cawnpore.
El districte britànic mesurava 4.190 km². Incloïa 5 ciutats i 1403 pobles. La població era: 
- 1872: 663.877
- 1881: 683.745
- 1891: 699.157
- 1901: 686.391

Estava dividit en quatre tahsils: Fatehpur, Khajuha, Ghazipur i Khaga.
L'única municipalitat era Fatehpur, capital del districte i del tahsil del mateix nom. El tahsil estava format per les parganes de Fatehpur i Haswu, amb una superfície de 922 km² i una població el 1901 de 171.598 habitants repartits en 374 pobles i la ciutat de Fatehpur (19.281 habitants el 1901)
El districte fou domini en gran part del nabab Bakar Ali Khan fins al 1809; el nabab dominava 182 zamindaris que havia adquirit de manera poc clara, i pagava una tribut de 2 o 3 lakhs.